# Обёртка

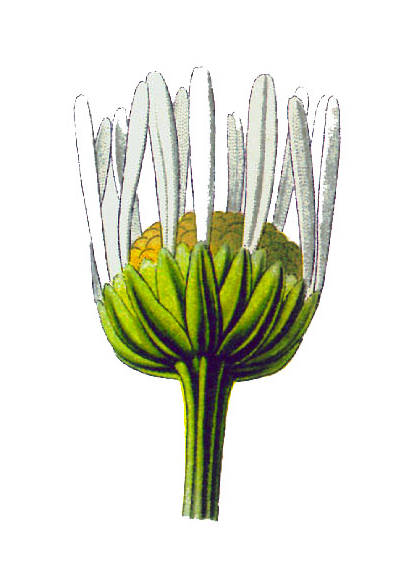
Ромашка аптечная (Matricaria chamomilla), соцветие с обёрткой.

Обёртка, также обвёртка (лат. involúcrum) — совокупность мелких скученных, прилегающих друг к другу листьев, окружающих соцветие. Эти листья — обычно верховой формации (брактеи), но могут быть и срединной формации. Обычно термин «обёртка» применяют к корзинкам (у астровых), головкам (у ворсянковых) и зонтикам (у зонтичных).
У астровых и ворсянковых обёртка окружает соцветие, составляя с ним единую конструкцию. У зонтичных обёртка находится у основания сложного соцветия, а у каждого частного соцветия имеется своя совокупность брактей, его окружающих, для её обозначения применяется термин обёрточка.
Морфологические особенности обёрток и обёрточек используются как диагностические признаки в систематике соответствующих семейств.